# Changshou
Changshou, tidigare stavat Changshow, är ett yttre stadsdistrikt i storstadsområdet Chongqing i sydvästra Kina. Antalet invånare vid folkräkningen 2020 var 692 960.
Orten var tidigare ett härad som tillhörde Sichuan-provinsen. När Chongqing ombildades till en stad på provinsnivå överfördes Changshou till Chongqings storstadsområde. I december 2001 ombildades orten till ett yttre stadsdistrikt i Chongqing.
Distriktet är indelat i sju stadsdelsdistrikt och tolv köpingar.
Stadsdelsdistrikt (jiedao):

- Bake (八颗街道)
- Duzhou (渡舟街道)
- Fengcheng (凤城街道)
- Jiangnan (江南街道)
- Puti (菩提街道)
- Xinshi (新市街道)
- Yanjia (晏家街道)

Köpingar (zhen):

- Changshouhu (长寿湖镇)
- Dandu (但渡镇)
- Gelan (葛兰镇)
- Haitang (海棠镇)
- Honghu (洪湖镇)
- Linfeng (邻封镇)
- Longhe (龙河镇)
- Shiyan (石堰镇)
- Shuanglong (双龙镇)
- Wanshun (万顺镇)
- Yunji (云集镇)
- Yuntai (云台镇)